# 厳島神社 (洲本市)

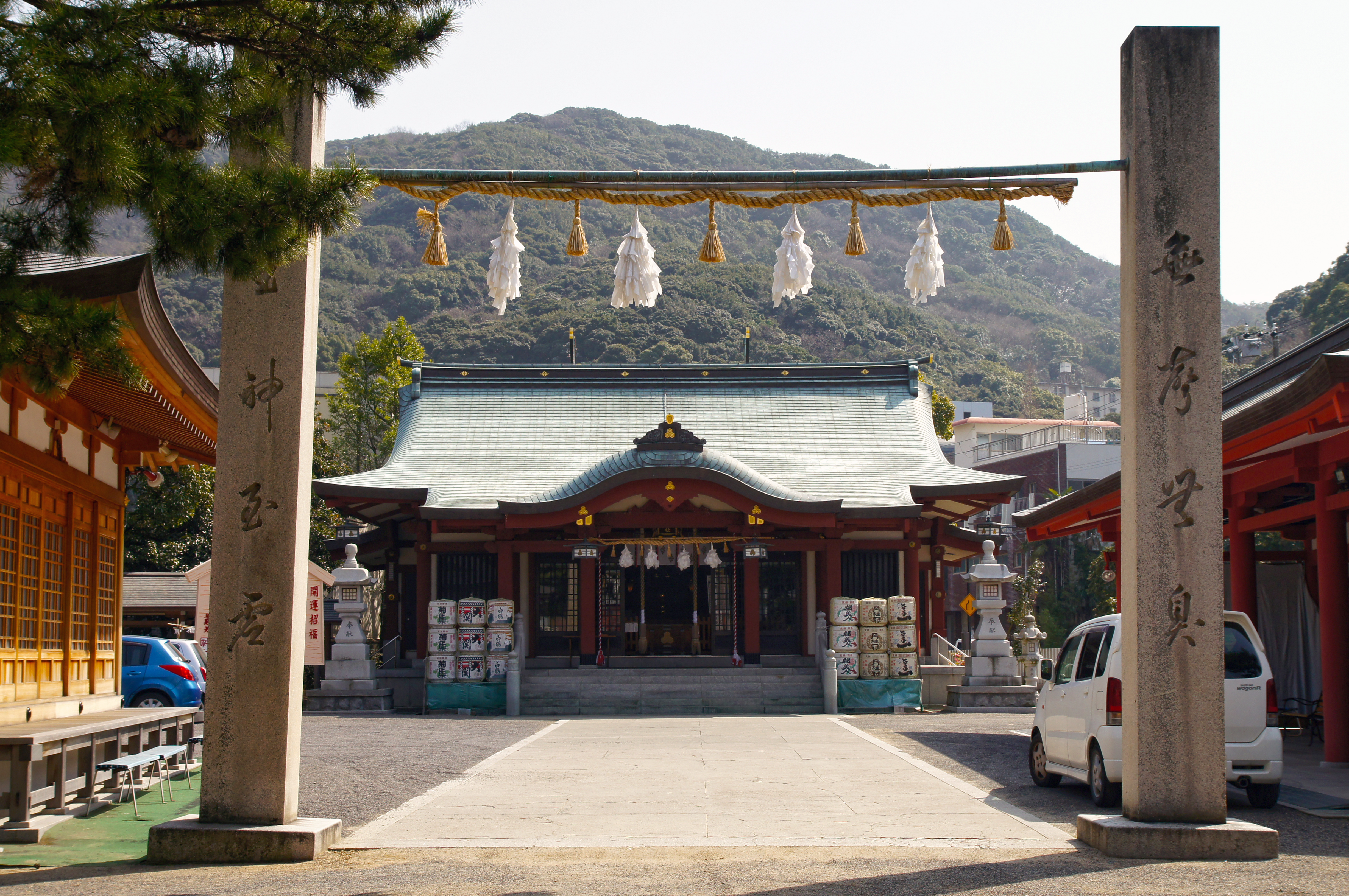
拝殿

厳島神社（いつくしまじんじゃ）は、兵庫県洲本市に鎮座する神社。
祭神の市杵島姫命が弁才天と習合していたため、現在でも「淡路島弁財天」として親しまれている。秋の例大祭である弁天祭は11月21日から3日間行われ（本祭は22日）、大勢の参拝客で賑わう。

## 祭神
- 市杵島姫命

### 境内社
- 出世稲荷社
- 荒神社
- 稲基神社：江戸時代の洲本城代・稲田氏の守護神。

## 境内史跡
- 松尾芭蕉の句碑
- 鈴木重胤の歌碑
- 船山馨の小説「お登勢」の碑

## 周辺
- 洲本市役所
- 洲本郵便局
- 洲本八幡神社

## アクセス
- 洲本バスセンターから南へ600m。